# Ion Panaitescu
Ion Panaitescu (n. 17 martie 1936, București, d. 8 octombrie 2013, Bucuresti) a fost grafician, desenator, gravor și ilustrator de carte.
Prin activitatea sa importanta de gravor a intrat în rândul „seniorilor graficii românești”. Lucrările sale de gravură și grafică de șevalet au fost premiate în România, Italia, Franța și Polonia. A făcut parte din colectivul de artiști ai Atelierului de Gravură din București, locul de referință al gravurii românești în perioada anilor '70 și '80.
„De peste treizeci de ani numele lui Ion Panaitescu este legat de gravura românească, de un limbaj aflat acum pe cale de dispariție. Privind retrospectiv, în cazul lui putem vorbi despre o perpetuă stare de invenție, despre tentația ludică a imaginii, despre o operă amplă și inconfundabilă, despre o continuă căutare în zona limbajului. (...) Felul în care artistul înțelege să articuleze materialități diferite, să sugereze calitățile plăcii gravate (...) pune în valoare o mare măiestrie. Ceea ce l-a atras permanent pe Ion Panaitescu a fost o analiza de tip raționalist, o sinteză între cuvânt și imagine. El își construiește opera cu mare economie de mijloace, se folosește aproape exclusiv de linie pentru a da viata unui univers bogat în semnificații.”

## Biografie
1969 - absolvent al institutului de arte plastice "Nicolae Grigorescu", clasa prof. Vasile Kazar
1970 - devine membru al Uniunii artiștilor plastici din România
Expoziții personale la Turda (1976), București (1978, 1986, 1989, 1996, 2000, 2002), Mogoșoaia (2003), Bacău (1997), Roma (1974, 1988), Copenhaga (1983), Veneția (2001).
A participat la saloanele de carte ilustrată de la München, Leipzig, Bratislava, Brno și la cele mai importante expoziții naționale și internaționale de grafică, gravură, desen și ilustrație de carte în peste 30 de orașe de pe patru continente.

## Premii și distincții
1978 - Gdansk, premiul 2 acordat de UNESCO
1987 - Roma, Premiul național al Italiei « Minerva d’Oro”
1992 - Bienala de gravură, Chamalier, Paris, Diploma de onoare AMAC
1997 - Premiul Uniunii Artiștilor Plastici
1998 - Bacău, Premiul graficii
2000 - Premiul M. Eminescu
2005 - Premiul Ion Andreescu al Academiei Romane

### Decorații
- Ordinul național „Pentru Merit” în grad de Comandor (1 decembrie 2000) „pentru realizări artistice remarcabile și pentru promovarea culturii, de Ziua Națională a României”[6]